# Giuseppe Soldi
Giuseppe Soldi (ur. 11 września 1940 w Stagno Lombardo) – włoski kolarz szosowy, złoty medalista mistrzostw świata.

## Kariera
Największy sukces w karierze Giuseppe Soldi osiągnął w 1965 roku, kiedy wspólnie z Pietro Guerrą, Luciano Dalla Boną i Mino Dentim zdobył złoty medal w drużynowej jeździe na czas na mistrzostwach świata w San Sebastián. Był to jednak jedyny medal wywalczony przez niego na międzynarodowej imprezie tej rangi. Nigdy nie wystąpił na igrzyskach olimpijskich. Jako zawodowiec startował w 1966 roku.